# طهنشا
قرية طهنشا هي إحدى القرى التابعة لمركز المنيا بمحافظة المنيا في جمهورية مصر العربية. حسب إحصاءات سنة 2006، بلغ إجمالي السكان في طهنشا 14544 نسمة، منهم 7463 رجلا و7081 امرأة.